# Zhou Guanyu
În acest nume chinezesc, numele de familie este Zhou.
Zhou Guanyu (în chineză: 周冠宇; pinyin: Zhōu Guànyǔ; n. 30 mai 1999, Shanghai, Republica Populară Chineză) este un pilot de curse chinez care a concurat ultima oară în 2024 în Campionatul Mondial de Formula 1 pentru echipa Kick Sauber. Este primul pilot chinez care a concurat vreodată în acest sport. A concurat în Campionatul FIA de Formula 2 pentru UNI-Virtuosi Racing din 2019 până în 2021, terminând pe locul 3 în sezonul din 2021.
Fost membru al Academiei Alpine, a fost pilot de testare pentru Renault F1 Team și Alpine F1 Team în 2020 și, respectiv, 2021. Înainte, a fost membru al Academiei de Piloți Ferrari din 2014 până în 2018 și a servit ca pilot de dezvoltare pentru echipa de Formula E DS Techeetah în 2018.

## Începuturile carierei

### Karting
După ce a început kartingul în China când avea opt ani, Zhou s-a mutat la Sheffield în 2012 pentru un mediu de curse mai competitiv. În 2013, concurând cu echipa Strawberry Racing din Sheffield, a câștigat atât Campionatul Național Super 1 Rotax Max Junior, cât și Rotax Max Euro Challenge. În ultimul său an de karting, Zhou a terminat pe locul 2 în Rotax Max Senior Euro Challenge și a participat la runde selectate ale Cupei Campionilor WSK și ale Campionatului European KF2. De asemenea, a făcut prima și singura sa apariție în Campionatul Mondial de Karting, conducând pentru Ricky Flynn Motorsport alături de Lando Norris și Jehan Daruvala.

### Formula 4
Zhou s-a alăturat echipei Prema Powerteam pentru Campionatul Italian F4 din 2015. După ce a câștigat toate cele trei curse în runda 2 la Monza și a terminat constant pe podium, Zhou a încheiat sezonul ca vicecampion și cel mai bun debutant. De asemenea, a concurat în runde selectate ale campionatului german ADAC F4, obținând două podiumuri la Spielberg și Spa.

### Campionatul European de Formula 3 FIA
Zhou s-a alăturat echipei Motopark pentru Campionatul European de F3 din 2016. După rundele de deschidere de succes ale sezonului în Paul Ricard și Hungaroring, terminând de două ori pe podium, Zhou s-a străduit să găsească ritmul în a doua jumătate a sezonului, terminând pe locul 13 în sezonul său inaugural.
Zhou a rămas pentru un al doilea sezon de F3, întorcându-se la Prema și a ajuns pe locul 8 în clasament cu 5 podiumuri. Cele mai importante momente ale sezonului au inclus conducerea cursei 3 din Spa și apărarea în fața lui Lando Norris în penultima rundă.
După speculații cu privire la o posibilă mutare în Formula 2, Zhou a rămas cu Prema pentru un al treilea sezon în F3. După prima sa victorie din carieră la Pau, un podium la Hungaroring și trei podiumuri consecutive la Zandvoort, Zhou se afla pe locul 2, la doar un punct în spatele coechipierului Marcus Armstrong. În ciuda unui ritm puternic de calificare la Spa și Silverstone, Zhou a suferit 4 retrageri consecutive cu o serie de coliziuni ale coechipierilor și probleme cu anvelopele. Zhou a câștigat a doua sa cursă de F3 la Hockenheim, terminând sezonul pe locul 8 în clasament, cu 3 pole-uri și 2 victorii.

### Formula 2 FIA

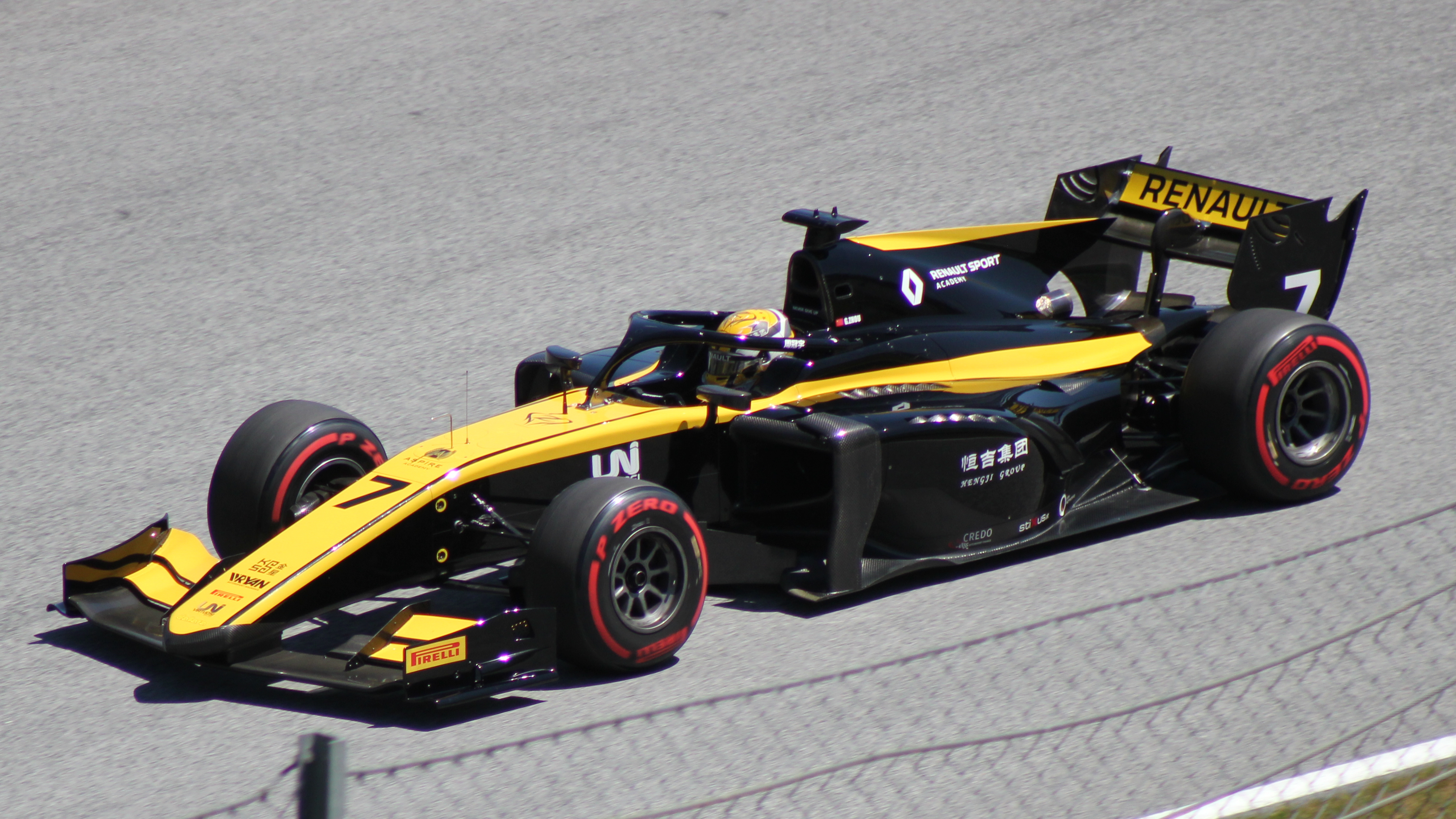
Zhou la Spielberg în 2019

#### 2019
În decembrie 2018, Zhou s-a alăturat echipei UNI-Virtuosi Racing împreună cu Luca Ghiotto pentru Campionatul FIA de Formula 2 din 2019. Zhou a obținut primul podium în cursa de duminică de la Barcelona, după ce a condus cea mai mare parte a cursei, înainte de a coborî pe locul trei din cauza degradării anvelopelor. Ulterior, a mai obținut locul 3 în cursa de sprint de la Monaco, depășindu-l pe Artem Markelov la start. La Silverstone, Zhou a obținut primul său pole position în Formula 2, devenind primul pilot chinez care a făcut acest lucru. Mai târziu, Zhou a obținut și locul trei în cursa de sprint de la Paul Ricard. În cursa de duminică de la Silverstone, el a pierdut poziții în fața coechipierului și câștigătorul cursei Luca Ghiotto, și a pilotului de pe locul doi, Nicholas Latifi. La Abu Dhabi, a terminat, de asemenea, pe locul al treilea, cu cel mai rapid tur în Cursa 1. El a terminat pe locul șapte în campionat și, ulterior, a primit Premiul Anthoine Hubert pentru că a fost cel mai bun debutant.

#### 2020
Zhou a rămas la UNI-Virtuosi pentru sezonul 2020, împreună cu membrul Academiei de Piloți Ferrari, Callum Ilott. Zhou a luat al doilea său pole position în Formula 2 pentru cursa de deschidere de la Red Bull Ring. Cu toate acestea, mașina sa a suferit probleme electronice în timp ce conducea cursa de duminică, făcându-l să coboare pe locul 17. Mai târziu în cursul anului, Zhou a câștigat prima sa cursă de Formula 2 la Soci, după ce Aitken și Ghiotto s-au ciocnit în turul 5 al cursei de sprint, provocând un sfârșit prematur al cursei. De-a lungul sezonului, Zhou a atins 6 podiumuri și a terminat pe locul șase în campionat.

#### 2021

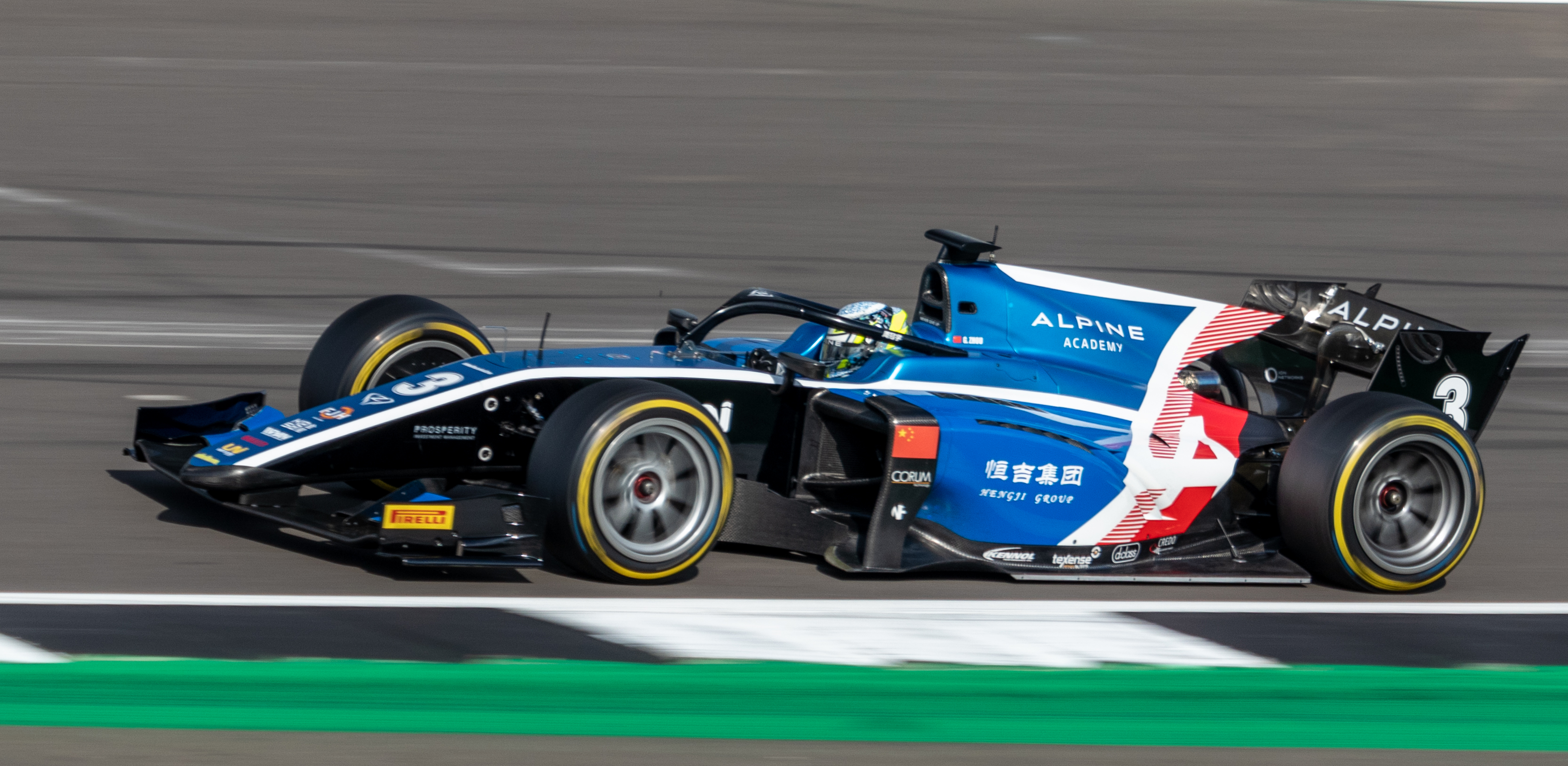
Zhou în runda de Formula 2 de la Silverstone din 2021

Zhou a intrat în al treilea sezon de F2 rămânând cu UNI-Virtuosi și în parteneriat cu Felipe Drugovich. El a luat pole position în runda de deschidere la Bahrain și a transformat pole-ul în prima sa victorie în cursa de duminică în F2. Pilotul chinez a obținut o altă victorie în prima cursă de sprint de la Monaco înaintea coechipierului său Drugovich. Cu toate acestea, după un alt podium la Baku, Zhou a mers patru curse fără a marca puncte, suferind o defecțiune a frânei și o coliziune cu Dan Ticktum în primul tur al celei de-a doua curse din Azerbaidjan și o rotire în prima cursă de sprint de la Silverstone, permițând colegului din academie, Oscar Piastri, să preia conducerea în clasament. Zhou a luat a treia victorie a sezonului în cursa de duminică din Marea Britanie, învingându-l pe Ticktum pentru victorie. În runda următoare de la Monza, Zhou a reușit să ajungă pe podium de două ori, pierzând în fața lui Théo Pourchaire și Piastri în cursele 1 și, respectiv, 3. Din nefericire pentru pilotul chinez, acesta și-a blocat mașina în urma unei rotiri înainte de prima cursă de la Soci și a reușit să termine cursa de duminică doar pe locul șase, pierzând astfel mai mult teren în fața liderului Piastri, care a intrat în penultima rundă cu 36 de puncte avantaj. În runda a 7-a de la Jeddah, el a coborât pe locul trei în clasament după o rotire cauzată de ciocnirea cu Christian Lundgaard în prima cursă de sprint. El a revenit în runda finală de la Abu Dhabi, încheindu-și cariera în F2 câștigând a doua cursă de sprint și terminând pe locul al doilea în cursa de duminică. A terminat sezonul pe locul al treilea în campionat, obținând 4 victorii, 1 pole și 9 podiumuri.

## Formula 1
În 2014, Zhou s-a alăturat Academiei de Piloți Ferrari în timp ce concura în karting. El a părăsit academia la sfârșitul anului 2018 și s-a alăturat Academiei Renault Sport în anul următor, înainte de mutarea sa în Formula 2. El a servit ca pilot de dezvoltare pentru Renault F1 Team în 2019 și a participat la un program de testare cu monopostul RS17, condus pe cinci circuite diferite în timpul anului. A fost promovat la rolul de pilot de testare în 2020. El a participat la Virtual Grand Prix Series — o competiție de sport electronic organizată de Formula 1 în locul curselor amânate sau anulate din cauza pandemiei de COVID-19 — și a câștigat prima cursă desfășurată pe Circuitul Internațional Bahrain. Odată reluat sezonul 2020, Zhou a participat la trei sesiuni de testare la volanul Renault RS18, inclusiv testul post-sezon de la Circuitul Yas Marina alături de Fernando Alonso. Zhou a rămas parte a Academiei Renault, redenumită acum în Alpine, pentru 2021 și și-a făcut debutul în weekendul curselor de Formula 1 pentru Alpine F1 Team, conducând monopostul A521 în timpul primei sesiuni de antrenamente din Austria. Acest lucru l-a făcut al doilea pilot din China continentală care a participat la un weekend de cursă după Ma Qinghua.

### Alfa Romeo (2022-2023)

#### 2022

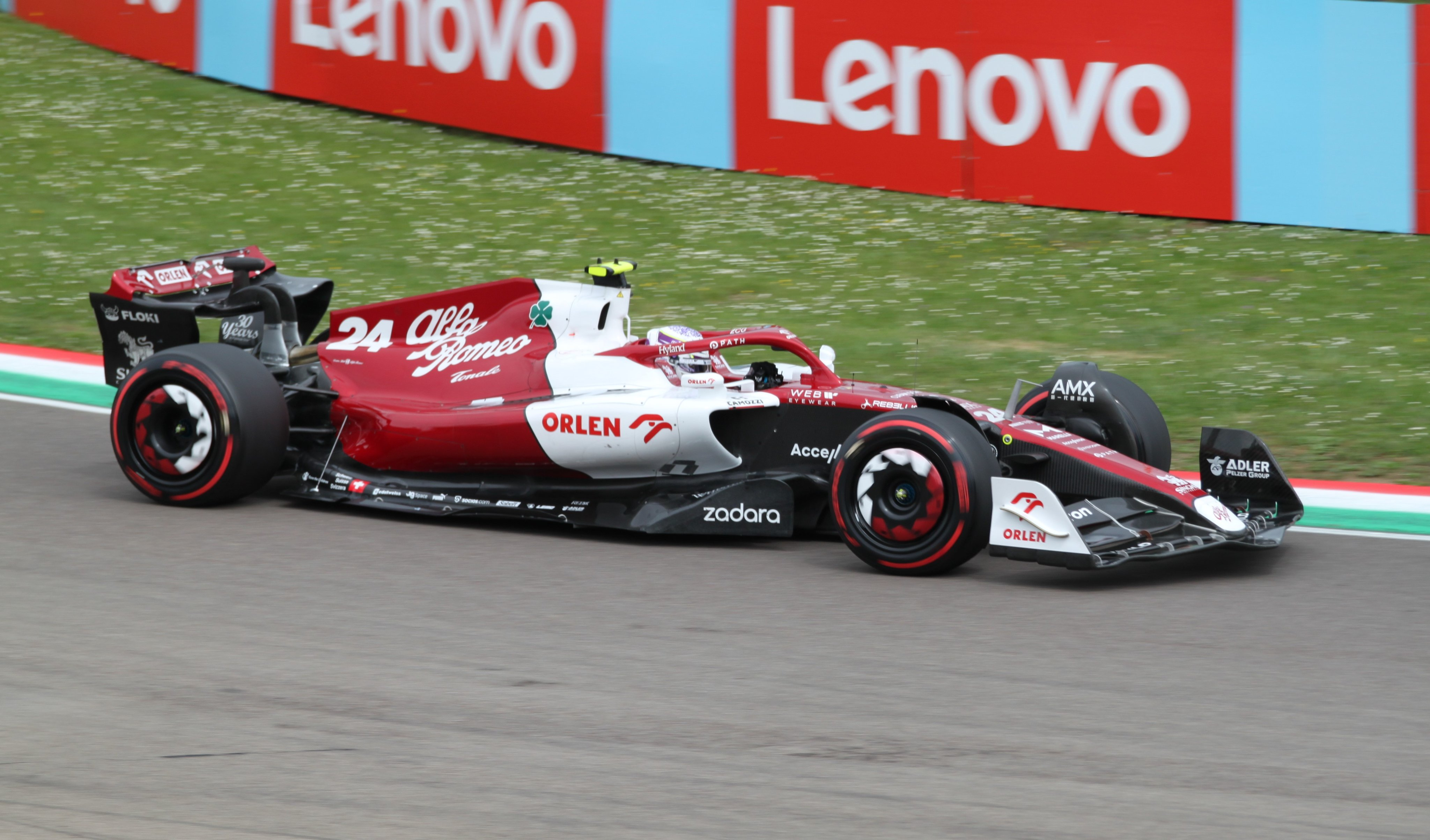
Zhou la.

Zhou a semnat cu Alfa Romeo pentru sezonul 2022 de Formula 1, avându-l coechipier pe Valtteri Bottas și devenind primul pilot de curse de Formula 1 din China. Într-un comunicat de presă după anunț, Zhou a declarat că este „bine pregătit pentru imensa provocare a Formulei 1” și că intrarea sa în serie va fi „o descoperire pentru istoria sporturilor cu motor din China”. El și-a ales numărul permanent de curse 24 pentru a-l onora pe eroul său Kobe Bryant, care a purtat numărul în timpul carierei sale de baschet cu Los Angeles Lakers. S-a calificat pe locul cincisprezece la debutul său la Marele Premiu al Bahrainului din 2022, dar și-a revenit dintr-un început slab în cursa pentru a termina pe locul zece, obținând un punct.
Au urmat șapte curse fără puncte. O coliziune cu Pierre Gasly l-a eliminat din sprintul de la Marele Premiu al Emiliei-Romagna din 2022, care a fost urmat de retrageri mecanice la Marele Premiu de la Miami și Spania. O problemă hidraulică la Marele Premiu al Azerbaidjanului i-a cauzat a treia retragere în patru curse. În Canada, Zhou a ajuns pentru prima dată în a treia sesiune de calificări (Q3) și a terminat cursa pe locul opt, marcând puncte pentru a doua oară. La următoarea cursă, Marele Premiu al Marii Britanii, el a fost implicat într-o coliziune de mare viteză cu George Russell în primul tur, ce a făcut ca mașina lui Zhou să se răstoarne cu susul în jos, să iasă de pe pistă și să sară peste gardul de prindere. A fost extras și dus la centrul medical, iar apoi declarat apt după ce a fost observat.
Au urmat mai multe probleme mecanice; i s-a cerut să înceapă în sprintul Marelui Premiu al Austriei de pe linia boxelor după o problemă cu motorul în turul de formare, iar o altă problemă cu unitatea de putere i-a cauzat retragerea din Marele Premiu al Franței. El a mai înscris un punct terminând pe locul zece la Marele Premiu al Italiei, care s-a încheiat în spatele mașinii de siguranță. O coliziune cu Nicholas Latifi i-a pus capăt cursei din Singapore. El a terminat pe locul 16 în Marele Premiu al Japoniei, scurtat de ploaie, dar o oprire târzie la boxe pentru anvelope noi i-a permis să obțină cel mai rapid tur pentru prima dată în carieră. Zhou a încheiat sezonul pe locul 18 în Campionatul Mondial al Piloților cu 6 puncte acumulate, față de cele 49 ale coechipierului Bottas.

#### 2023
Zhou a rămas cu Alfa Romeo și pentru 2023 alături de Valtteri Bottas. În timpul celei de-a doua zi de teste de presezon de pe Circuitul Internațional Bahrain, el a stabilit cel mai rapid timp pe tur de 1:31,610. S-a calificat pe locul 13 pentru Marele Premiu al Bahrainului, cursa de deschidere a sezonului, și a terminat pe locul 16, după ce a făcut o oprire la boxe pentru anvelopele moi în penultimul tur pentru a câștiga cel mai rapid tur al cursei. Alfa Romeo a explicat mai târziu că acest lucru a fost făcut pentru a refuza rivalilor Alpine și Pierre Gasly, aflat pe locul nouă, punctul bonus. Zhou a obținut primele sale puncte ale sezonului la Marele Premiu al Australiei, cu o clasare pe locul nouă, după ce a început de pe locul 17. El a marcat din nou puncte la Marele Premiu al Spaniei, începând al treisprezecelea și terminând pe locul nouă.
Zhou a obținut cea mai bună performanță în calificări din carieră la Marele Premiu al Ungariei, stabilind cel mai rapid timp în Q1, calificându-se la general pe locul cinci. A fost lent de pe linia de start și apoi a fost implicat într-o coliziune în primul viraj pentru care a primit o penalizare de timp; a terminat în cele din urmă cursa pe locul 16. Zhou s-a calificat pe ultimul loc în Qatar și a terminat sprintul pe locul 14. În cursa principală, a beneficiat de eșecul lui Carlos Sainz Jr. de a lua startul, de coliziunea lui Lewis Hamilton și George Russell în virajul 1 și de mulți alți piloți care au avut dificultăți din cauza căldurii extreme pentru a ocupa locul 9, obținând ultimele puncte ale sezonului. Zhou a terminat pe locul 18 în campionat, cu 6 puncte, la fel ca în 2022, și la 4 puncte în spatele coechipierului Bottas. De asemenea, l-a depășit pe Bottas de 6 ori în calificări în timpul sezonului.

#### 2024

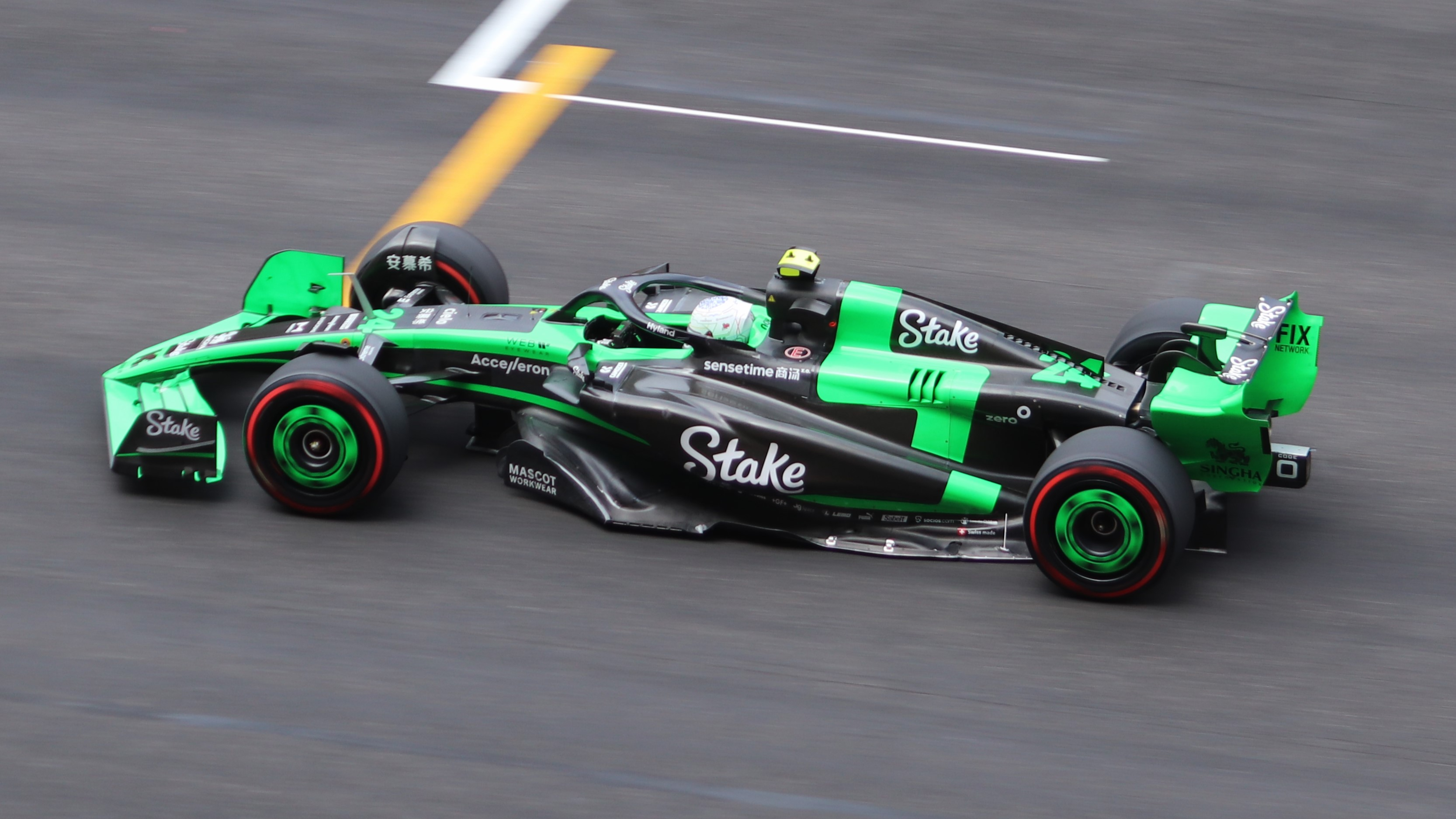
Zhou în.

În sezonul 2024, Zhou a rămas în echipa Kick Sauber, redenumită după ce parteneriatul lui Sauber cu Alfa Romeo s-a încheiat. Zhou a concurat pentru prima dată în orașul său natal, Shanghai, terminând pe locul 14 în Marele Premiu al Chinei. La începutul sezonului, Zhou a urcat de pe locul 17 pe 11 în Bahrain, dar s-a confruntat apoi cu eșecuri; un accident în antrenamente în Arabia Saudită, care l-a făcut să plece din spate, un start de pe linia boxelor în Australia din cauza unei piese de schimb nepotrivite și o defecțiune la cutia de viteze în Japonia. În ciuda acestor provocări, el a avut performanțe notabile, cum ar fi evitarea unei coliziuni în Monaco pentru a termina pe locul 16, depășindu-l pe coechipierul său Bottas în calificări la Silverstone și terminând înaintea acestuia în Azerbaidjan.
Momentul de glorie al lui Zhou a venit la Marele Premiu al Qatarului, unde a obținut primele puncte ale echipei din sezon, terminând pe locul 8 după ce a plecat de pe locul 12. Zhou a părăsit Sauber la sfârșitul sezonului, iar Nico Hülkenberg și Gabriel Bortoleto s-au alăturat echipei pentru 2025, înainte de preluarea acesteia de către Audi.

## Palmaresul complet în Formula 1
| Legendă      | Legendă                                                |
| Culoare      | Rezultat                                               |
| ------------ | ------------------------------------------------------ |
| Auriu        | Câștigător                                             |
| Argintiu     | Locul 2                                                |
| Bronz        | Locul 3                                                |
| Verde        | Alte locuri care punctează                             |
| Albastru     | Alte locuri                                            |
| Albastru     | Nu s-a clasat, dar a terminat cursa (NC)               |
| Purpuriu     | A abandonat cursa (Ab)                                 |
| Negru        | Descalificat (DSC)                                     |
| Alb          | Nu a luat startul (NS)                                 |
| Roșu         | Nu s-a calificat (NSC)                                 |
| Fără culoare | Retras înainte de calificări (Ret)                     |
| Fără culoare | Exclus (EX)                                            |
| Fără culoare | Nu a participat (celulă goală)                         |
| Adnotare     | Însemnătate                                            |
| P            | Pole position                                          |
| R            | Cel mai rapid tur                                      |
| 1            | Poziția finală în cursa sprint                         |
| *            | Nu a terminat, dar a parcurs mai mult de 90% din cursă |

| Sezon | Echipă      | Șasiu | Motor                  | 1       | 2      | 3      | 4      | 5      | 6      | 7      | 8      | 9      | 10     | 11     | 12     | 13     | 14     | 15     | 16     | 17     | 18      | 19     | 20     | 21     | 22     | 23    | 24     | Poz. | Puncte |
| ----- | ----------- | ----- | ---------------------- | ------- | ------ | ------ | ------ | ------ | ------ | ------ | ------ | ------ | ------ | ------ | ------ | ------ | ------ | ------ | ------ | ------ | ------- | ------ | ------ | ------ | ------ | ----- | ------ | ---- | ------ |
| 2022  | Alfa Romeo  | C42   | Ferrari 066/7 1,6 V6t  | BHR 10  | SAU 11 | AUS 11 | EMR 15 | MIA Ab | ESP Ab | MCO 16 | AZE Ab | CAN 8  | GBR Ab | AUT 14 | FRA 16 | HUN 13 | BEL 14 | NLD 16 | ITA 10 | SGP Ab | JPN 16R | USA 13 | CMX 13 | SAP 13 | ABU 12 | N/A   | N/A    | 18   | 6      |
| 2023  | Alfa Romeo  | C43   | Ferrari 066/10 1,6 V6t | BHR 16R | SAU 13 | AUS 9  | AZE Ab | MIA 16 | MCO 13 | ESP 9  | CAN 16 | AUT 12 | GBR 15 | HUN 16 | BEL 13 | NLD Ab | ITA 14 | SGP 12 | JPN 13 | QAT 9  | USA 13  | CMX 14 | SAP Ab | LVG 15 | ABU 17 | N/A   | N/A    | 18   | 6      |
| 2024  | Kick Sauber | C44   | Ferrari 066/12 1,6 V6t | BHR 11  | SAU 18 | AUS 15 | JPN Ab | CHN 14 | MIA 14 | EMR 15 | MCO 16 | CAN 15 | ESP 13 | AUT 17 | GBR 18 | HUN 19 | BEL Ab | NLD 20 | ITA 18 | AZE 14 | SGP 15  | USA 19 | CMX 15 | SAP 15 | LVG 13 | QAT 8 | ABU 13 | 20   | 4      |